# Irina Björklund
Irina Felicia Björklund, född 7 februari 1973 i Danderyd, Sverige, är en finlandssvensk skådespelare och sångare. 

## Biografi
Björklund flyttade från Sverige till Finland vid ett års ålder och växte delvis också upp i Frankrike. Hon studerade vid Teaterhögskolan i Helsingfors 1993–1996. Hon har sedan dess innehaft större roller i ett stort antal finska filmer, men även i den Hollywoodproducerade The American från 2010 där hon spelar mot bland andra George Clooney. Björklund har dessutom i Sverige gjort den kvinnliga huvudrollen i Den tredje vågen (2003) och en framträdande roll i SVT-serien Möbelhandlarens dotter (2006). Sedan 1990-talet har hon till stor del varit bosatt och verksam i Frankrike och USA. 2016 tilldelades hon av Frankrikes kulturministerium riddarvärdigheten av Arts et Lettres-orden för sitt arbete inom franskt–finskt kulturliv.
Irina Björklund har tillsammans med amerikanske Peter Fox utgivit CD:n Oh l'Amour 2006 och Vintage Espresso 2007 därefter har hon själv gett ut  Chanson D’Automne 2011 och La vie est une fête 2014. Förutom att sjunga spelar Björklund musikalisk såg.
Hon är sedan 1996 gift med skådespelaren Peter Franzén och har med honom en son, född 2007. 

## Priser och utmärkelser
- 2000 – Nominerad till Jussipriset som "Bästa kvinnliga huvudroll" för Vägen till Rukajärvi
- 2002 – Tilldelad Jussipriset som "Bästa kvinnliga huvudroll" för rollen som Milla i Me and Morrison
- 2004 – European Film Promotion "Shooting Star", Berlinale
- 2016 – Riddare av franska kulturministeriets Arts et Lettres-orden

## Filmografi (urval)
- Le Café de mes Souvenirs (2020)
- Fredsmäklaren (2020)
- Den eviga vägen (2017)
- The Unattainable Story (2017)
- Stjärnorna över huset (2012)
- The American (2010)
- Dustclouds (2007)
- Colorado Avenue (2007)
- Möbelhandlarens dotter (2006) (TV-serie)
- Perviy posle Boga (2005)
- Red Lightning (2005)
- Trouble with Sex (2005)
- Red Is the Color of (2004)
- Den tredje vågen (2003)
- Honey Baby (2003)
- På främmande mark / Vieraalla maalla / Land of Love (2003)
- Talismanen (2002) (TV-serie)
- Yorick (2002)
- Minä ja Morrison / Me and Morrison (2001)
- Dirlandaa (2000) (TV-serie)
- The Dummy (2000)
- Restless (2000)
- Muodollisesti pätevä (1999) (TV-serie)
- Jakkulista feministi (1999)
- Lapin kullan kimallus / Gold Fever in Lapland (1999)
- Vägen till Rukajärvi (1999)
- Asphalto (1998)
- Vägsjälar (1998) (TV-serie)
- Underbara kvinnor vid vatten (1998)
- Svart, vitt, rött (1996)
- Maigret Suomessa (1996)
- Tie naisen sydämeen (1996)
- Ottaako sydämestä? (1995) (TV-serie)